# 大堀壽夫
大堀 壽夫（おおほり としお、1960年- ）は、日本の言語学者。
東京都出身。慶應義塾高等学校卒、1982年慶應義塾大学文学部英米文学専攻卒、1984年同大学院修士課程修了、1992年カリフォルニア大学バークレー校言語学科修了Ph.D.。1994年東京大学教養学部助教授、2007年同大学院総合文化研究科言語情報科学専攻准教授、2011年教授。2018年慶應義塾大学環境情報学部教授。

## 著書
- 『認知言語学』東京大学出版会 2002

### 編
- The Locus of Meaning : Papers in Honor of Yoshihiko Ikegami　山中桂一共編　くろしお出版、1997
- Studies in Japanese Grammaticalization : Cognitive and Discourse Perspectives.編　くろしお出版、1998
- 『シリーズ言語科学 3　認知言語学 2カテゴリー化』編 東京大学出版会 2002
- 『認知コミュニケーション論』編 大修館書店 シリーズ認知言語学入門 2004

### 翻訳
- ジョージ・レイコフ,マーク・ターナー『詩と認知』大堀俊夫訳 紀伊国屋書店 1994
- リンゼイ・J.ウェイリー『言語類型論入門 言語の普遍性と多様性』古賀裕章,山泉実共訳 岩波書店 2006
- マイケル・トマセロ『心とことばの起源を探る 文化と認知』中澤恒子,西村義樹,本多啓共訳 勁草書房 シリーズ認知と文化 2006
- クリス・フリス『心をつくる 脳が生みだす心の世界』岩波書店 2009
- マイケル・トマセロ編『認知・機能言語学 言語構造への10のアプローチ』秋田喜美,古賀裕章,山泉実共訳 研究社 2011

## 論文
- <大堀壽夫